# クアンド・メ・エナモロ
『クアンド・メ・エナモロ』（スペイン語: Cuando me enamoro）は、メキシコのテレビドラマ。ラス・エストレージャスで2010年7月5日から2011年3月13日まで放送された。

## 登場人物
レナータ・モンテルビオ・アルバレス/レジーナ・ガンバ・ソベロン
演 - シルビア・ナバロ
ヘロニモ・リナレス・デ・ラ・フエンテ
演 - ファン・ソレル